# Porropis homeyeri
Porropis homeyeri là một loài nhện trong họ Thomisidae.
Loài này thuộc chi Porropis. Porropis homeyeri được Ferdinand Karsch miêu tả năm 1880.